# لیمینا
لیمینا (به ایتالیایی: Limina) یک کومونه در ایتالیا است که در استان مسینا واقع شده‌است.

## خصوصیات
لیمینا ۹٫۸ کیلومترمربع مساحت و ۹۷۸ نفر جمعیت دارد و ۵۱۰ متر بالاتر از سطح دریا واقع شده‌است.